# Comuna de Kurów
Comuna de Kurów (polaco: gmina Kurów) é uma gmina (comuna) na Polónia, na voivodia de Lublin e no condado de Puławski.
De acordo com os censos de 2007, a comuna tem 8017 habitantes, com uma densidade 78 hab/km².

## Área
Estende-se por uma área de 101,3 km², incluindo:
- área agricola: 74%
- área florestal: 18%

## Demografia
31.12.2007:
|                      | Total   | Total | Mulheres | Mulheres | Homens  | Homens |
| -------------------- | ------- | ----- | -------- | -------- | ------- | ------ |
|                      | pessoas | %     | pessoas  | %        | pessoas | %      |
| População            | 8017    | 100   | 4028     | 51       | 3864    | 49     |
| Densidade (pop./km²) | 78      | 100   | 39,8     | 39,8     | 38,3    | 38,3   |

De acordo com dados de 2002, o rendimento médio per capita ascendia a 1138,44 zł.